# Toural Gandjaliyev
Toural Gandjaliyev est un politicien azerbaïdjanais qui est membre de l'Assemblée nationale d'Azerbaïdjan (convocation VI), et président de la communauté azerbaïdjanaise de la région du Haut-Karabakh de la République d'Azerbaïdjan (depuis le 20 décembre 2018).

## Vie
Toural Gandjaliyev est né le 6 mars 1980 à Choucha, en Azerbaïdjan. Il a passé son enfance à Tcholqala, l'un des mahalles les plus anciens et les plus célèbres de Choucha, dans le quartier de la maison de Khourchidbanou Natavan, du grand compositeur azerbaïdjanais Uzeyir Hadjibeyov et du célèbre maître de mugham Khan Chouchinski. En conséquence, il était motivé à suivre le cours de musique plus tard. Il s'est ensuite installé au 28 rue Vaguif Djafarov à Choucha.
En 2000, il est diplômé de l'Université d'État de Bakou à la faculté de Droit. Il a ensuite réussi son master dans la même faculté.

## Carrière
Le 5 août 2004, il a été nommé adjoint du Département des affaires de sécurité du Ministère des affaires étrangères de la République d'Azerbaïdjan, le 16 janvier 2006, en tant qu'attaché de ce même département, et le 1er mai 2008 en tant que troisième secrétaire.
Il a été envoyé à l'ambassade de la République d'Azerbaïdjan au Canada en décembre 2008. Après une mission de longue durée à l'ambassade, Gandjaliyev a été affecté à la division Amérique du Nord et Centrale du département américain du ministère des Affaires étrangères le 25 janvier 2013. Le 8 avril 2014, il a été nommé premier secrétaire. Depuis le 1er octobre 2014, Gandjaliyev a été premier secrétaire de l'ambassade de la République d'Azerbaïdjan en République tchèque. Le 16 novembre 2017, il a été envoyé en Autriche pour assister à la Conférence de l'OSCE sur la dimension humaine qui s'est tenue à Vienne en tant que représentant de la communauté azerbaïdjanaise du Haut-Karabakh.
Il a été rappelé au ministère des Affaires étrangères le 1er octobre 2018, après avoir achevé sa mission de longue durée en République tchèque. Pendant son mandat au ministère des Affaires étrangères, il a été envoyé à l'étranger (Allemagne, Bulgarie, Egypte, etc.) pour suivre un certain nombre de cours et séminaires diplomatiques.
Ganjaliyev a été élu nouveau président de la communauté par décision de la Communauté azerbaïdjanaise de la région d'Azerbaïdjan du Haut-Karabakh le 20 décembre 2018.
Il parle couramment l'anglais, le français et le russe.